# Romeo e Giulietta (Gounod)
Roméo et Juliette (Romeo e Giulietta) è un'opera in cinque atti di Charles Gounod scritta nel 1865  su libretto in francese di Jules Barbier e Michel Carré, tratto da Romeo e Giulietta di William Shakespeare.

## Genesi
Sin dal 1841, durante il suo viaggio in Italia, Gounod si era cimentato a scrivere un'opera sulla storia di Giulietta e Romeo utilizzando il famoso libretto di Felice Romani (già musicato da Bellini e Vaccaj). Il progetto venne però abbandonato, e fu ripreso nel 1865 su libretto di Barbier e Carré (i librettisti del Faust), e in pochi mesi l'opera fu completata. Tuttavia la prima si ebbe solo due anni dopo, al Théâtre Lyrique Impérial du Châtelet di Parigi il 27 aprile 1867, con alcune aggiunte alla partitura e la regia di Léon Carvalho. Il successo fu immediato, e tuttora è una delle opere più rappresentate di Gounod, anche se in Italia è poco conosciuta ed eseguita rispetto all'estero: solo a seguito delle recite veneziane del 2009 l'opera ha iniziato ad essere rappresentata una certa regolarità (soprattutto all'Arena di Verona, dove, dal 2011, si è deciso di rappresentarla ogni anno, come la verdiana Aida).
A rendere più celebre l'opera è sicuramente l'ariette di Juliette, "Je veux vivre", in cui molti soprani, pur non avendo mai debuttato scenicamente nel ruolo della giovane Capuleti, si sono cimentati, da Maria Callas a Joan Sutherland a Montserrat Caballé. Il ruolo di Juliette è stato affrontato da soprani del calibro di Nellie Melba, Mirella Freni, Angela Gheorghiu, Anna Netrebko, Luciana Serra. Notevoli interpreti di Roméo furono Jean de Reszke, Roberto Alagna, Franco Corelli, Plácido Domingo, Alfredo Kraus, Veriano Luchetti.

## Le diverse versioni
Gounod rimaneggiò più volte l'opera, a partire dal progetto giovanile fino al 28 novembre 1888, sia per sue esigenze drammaturgiche sia per adattare il lavoro alle situazioni dei singoli teatri in cui venne rappresentata. L'ultima versione dell'Opéra Garnier per l'Opéra national de Paris, diretta dal compositore con la Patti, Jean de Reszke ed Édouard de Reszke (che, odiernamente, è la più rappresentata) e dove nel 1916 c'è stata la trecentoventitreesima rappresentazione:
- Italia, 1841: sono semplicemente degli abbozzi musicali scritti per il libretto italiano di Romani.
- versione del 1865: è un rimaneggiamento degli abbozzi giovanili. Si trattava di una versione operistica basata sull'alternanza di numeri musicali e dialoghi parlati (come la Carmen di Bizet) ma di questi dialoghi parlati non è rimasta traccia.
- versione del 1867: è la versione della prima rappresentazione, con l'aggiunta di alcuni brani (la scena del matrimonio tra Giulietta e Paride) e l'eliminazione di altri (un'aria per frate Lorenzo, un coro di monaci che accompagnava il matrimonio dei due giovani e la scena tra i due frati all'inizio dell'atto V).
- versioni del 20 gennaio 1873: ben due versioni circolano della rappresentazione al Théâtre national de l'Opéra-Comique (curate de Bizet) con Deloffre e Carvalho. La prima prevedeva la soppressione di un coro nel finale terzo. La seconda eliminava il verdetto del Duca di Verona. All'Opéra-Comique è stata rappresentata trecentonovantuno volte in quattordici anni.
- versione del 1888: Gounod ripristina il verdetto del Duca e aggiunge il balletto del corteo nuziale e l'epitalamio nella scena del matrimonio.

## Ruoli

Rappresentazione di Romeo e Giulietta nel famoso balcone a Verona

| Ruolo                                                      | Voce                       | Prina esecuzione, 27 aprile 1867 (Direttore: Adolphe Deloffre) |
| ---------------------------------------------------------- | -------------------------- | -------------------------------------------------------------- |
| Giulietta, figlia di Capuleti                              | soprano                    | Marie Caroline Miolan-Carvalho                                 |
| Romeo, figlio di Montecchi                                 | tenore                     | Pierre Michot                                                  |
| Frate Lorenzo                                              | basso                      | Cazaux                                                         |
| Mercuzio, amico di Romeo                                   | baritono                   | Auguste Barré                                                  |
| Stefano, paggio di Romeo                                   | mezzosoprano (en travesti) | Daram                                                          |
| Capuleti, padre di Giulietta                               | basso                      | Troy                                                           |
| Tebaldo, nipote di Capuleti                                | tenore                     | Puget                                                          |
| Gertrude, balia di Giulietta                               | mezzosoprano               | Duclos                                                         |
| Il Duca di Verona                                          | basso                      | Wartel                                                         |
| Paride                                                     | baritono                   | Laveissière                                                    |
| Gregorio, servitore dei Capuleti                           | baritono                   | Troy jeune                                                     |
| Benvolio, amico di Romeo                                   | tenore                     | Laurent                                                        |
| Frate Giovanni                                             | basso                      | Neveu                                                          |
| Dame, cavalieri, servi di casa Montecchi e Capuleti, paggi |                            |                                                                |

## Trama

### Prologo
Come nell'opera teatrale di Shakespeare, il coro entra in scena ed espone la materia dell'opera: l'infelice amore dei due amanti veronesi, ostacolato dagli odi delle loro famiglie.

### Atto 1
Nel palazzo dei Capuleti ferve la festa indetta dal padre di Giulietta per celebrare il contratto matrimoniale stipulato con il conte Paride. Alla festa sono presenti anche alcuni Montecchi, tra cui il giovane Romeo, stuzzicato dall'amico Mercuzio che lo prende in giro per la sua infelice storia d'amore con l'ingrata Rosalina. Ma, durante la festa, Romeo vede e viene conquistato da Giulietta, e, timidamente, le dichiara il suo amore, che lei ricambia, pur non sapendo il nome del suo misterioso corteggiatore. Ma la presenza di Romeo e dei Montecchi manda su tutte le furie il rissoso Tebaldo, cugino di Giulietta, che rivela il suo nome alla cugina, che rimane turbata. Il vecchio Capuleti interviene e riesce a sedare la rissa che stava per scoppiare, e invita tutti quanti a riprendere il ballo.

### Atto 2
Mentre Mercuzio e i Montecchi cercano Romeo, il giovane si arrampica fino al giardino di Giulietta, e riesce a vederla affacciata al balcone, mentre riflette sul suo amore. Il giovane si rivela, ma deve nascondersi per sfuggire alla ronda dei servitori di Capuleti, che vengono scacciati da Gertrude, nutrice di Giulietta. Uscita la ronda, Romeo richiama Giulietta e le dichiara ancora il suo amore, e i due giovani si promettono di incontrarsi il giorno dopo.

### Atto 3
Romeo fa visita a frate Lorenzo, il suo padre confessore, e gli racconta del suo amore per Giulietta. Il frate acconsente a sposarli, sperando che la loro unione possa porre rimedio alla faida delle due famiglie, e benedice il loro matrimonio, assieme alla fida Gertrude.
Intanto, Stefano, un paggio di Romeo, mentre cercava il suo padrone, attacca briga con alcuni servitori di casa Capuleti, causando una rissa che degenera in un vero e proprio duello: Romeo cerca di sedarlo, ma Tebaldo, ferito nell'onore, vuole avere vendetta. Mercuzio lo dileggia e lo sfida a duello, ma, a causa dell'intervento di Romeo, viene ferito mortalmente e spira. Romeo, infuriato, impugna la spada e uccide a sua volta Tebaldo. Il rumore attira i cittadini di Verona, e con essi il Duca: dopo aver udito le diverse testimonianze, bandisce Romeo dalla città. L'atto si conclude con il dolore universale, e Romeo medita di vedere per l'ultima volta Giulietta.

### Atto 4
I due amanti passano la loro prima e ultima notte d'amore: Giulietta perdona a Romeo l'uccisione di Tebaldo, e i due si separano all'alba (Romeo partirà per Mantova). Capuleti entra con Gertrude e frate Lorenzo, e comunica a Giulietta che il matrimonio con Paride si svolgerà il domani stesso. Giulietta è sconvolta, e, rimasta sola con frate Lorenzo, chiede aiuto: il padre spirituale la consola, e le consegna una boccetta contenente un filtro che, una volta bevuto, maschera la morte. Creduta morta, verrà messa nella cripta dei Capuleti, dove verrà vegliata dal frate, che nel frattempo avrà inviato Stefano a Mantova per avvisare Romeo. Giulietta, prima titubante e tormentata dal fantasma di Tebaldo, beve per amore di Romeo.
Di fronte alla chiesa, un corteo nuziale festeggia l'unione di Paride e Giulietta, mentre la giovane, Gertrude e frate Lorenzo, esprimono i loro timori. Il padre esorta Giulietta ad entrare in chiesa, ma la ragazza avverte i sintomi del filtro: cade a terra e viene creduta morta, con grande dolore di tutti.

### Atto 5
Stefano, ferito durante la rissa, non è giunto a Mantova, e Romeo non è al corrente del piano messo in atto da Frate Lorenzo e Giulietta: Frate Giovanni riferisce questa notizia a uno sconvolto Frate Lorenzo, che si reca alle porte della città sperando di riuscire a bloccare lì il ragazzo. Ma il giovane, appena i preti si allontanano, giunge alla tomba dei Capuleti, e, desiderando di stare sempre accanto a Giulietta, beve un veleno. Ma, pochissimo tempo dopo, Romeo vede con meraviglia Giulietta che si risveglia. I due amanti sono finalmente riuniti, ma la loro gioia non è duratura: Romeo mostra la fiala del veleno, e inizia a delirare nell'agonia. Giulietta allora si colpisce con un pugnale che aveva nascosto nelle vesti da sposa, per morire assieme all'amato. I due sventurati amanti implorano il perdono divino, e muoiono, abbracciati e per sempre insieme.

## Struttura dell'opera

### Prologo
- Ouverture e Coro Vérone vit jadis deux familles rivales

### Atto 1
- 1 Introduzione L'heure s'envole (Coro, Tebaldo, Paride, Capuleti, Giulietta)
- 2 Ballata Mab, la reine des mensonges (Mercuzio)
- 3 Arietta Je veux vivre dans le rêve (Giulietta)
- 4 Madrigale Ange adorable, ma main coupable (Romeo, Giulietta)
- 5 Finale Quelqu'un! (Romeo, Giulietta, Tebaldo, Paride, Mercuzio, Capuleti, Coro)

### Atto 2
- Entr'acte
- 6 Scena e coro O nuit! - Mystérieux et sombre (Romeo, Mercuzio, Benvolio, Coro)
- 7 Cavatina Ah, lève-toi, soleil! (Romeo)
- 8 Scena e coro Hélas! Moi, le haïr! - Personne! Personne! (Giulietta, Romeo, Gregorio, Coro, Gertrude)
- 9 Duetto O nuit divine! (Romeo, Giulietta)

### Atto 3
- Entr'acte
- 10 Scena Mon père! Dieu vous garde! (Romeo, Lorenzo, Giulietta)
- 11 Terzetto e quartetto Dieu, qui fis l'homme à ton image (Lorenzo, Romeo, Giulietta, Gertrude)
- 12 Canzone Depuis hier je cherche - Que fais-tu, blanche tourterelle (Stefano)
- 13 Finale Ah ah, voici nos gens! (Stefano, Gregorio, Coro, Mercuzio, Tebaldo, Romeo, Benvolio, Paride, Capuleti, Duca)

### Atto 4
- Entr'acte
- 14 Duetto Va! Je t'ai pardonné (Giulietta, Romeo)
- 15 Scena e quartetto Juliette! Ah, le ciel soit loué! (Gertrude, Giulietta, Capuleti, Lorenzo)
- 16 Scena e arioso Mon père, tout m'accable! - Buvez donc ce breuvage (Giulietta, Lorenzo)
- 17 Scena e aria Amour, ranime mon courage (Giulietta)
- Balletti
- Marcia nuziale
- 18 Epitalamio O Juliette, sois heureuse! (Paride, Capuleti, Gertrude, Lorenzo, Giulietta)
- 19 Finale Ma fille, cède aux voeux du fiancé (Capuleti, Giulietta, Lorenzo, Paride, Gertrude, Coro)

### Atto 5
- Entr'acte
- 20 Scena Eh bien! Ma lettre à Roméo? (Lorenzo, Giovanni)
- Il sonno di Giulietta
- 21 Scena e duetto Salut, tombeau sombre et silencieux! (Romeo, Giulietta)

## Incisioni discografiche
| Anno | Cast (Roméo, Juliette, Mercutio, Stephano, Capulet, Laurent)                                            | Direttore       | Etichetta |
| ---- | --- | --------------- | --------- |
| 1947 | Jussi Björling, Bidú Sayão, John Brownlee, Mimi Benzell, Kenneth Schon, Nicola Moscona                  | Emil Cooper     | Myto      |
| 1968 | Franco Corelli, Mirella Freni, Henri Gui, Éliane Lublin, Claude Calès, Xavier Depraz                    | Alain Lombard   | EMI       |
| 1983 | Alfredo Kraus, Catherine Malfitano, Gino Quilico, Ann Murray, Gabriel Bacquier, José van Dam            | Michel Plasson  | EMI       |
| 1995 | Plácido Domingo, Ruth Ann Swenson, Kurt Ollmann, Susan Graham, Alain Vernhes, Alastair Miles            | Leonard Slatkin | RCA       |
| 1996 | Roberto Alagna, Angela Gheorghiu, Simon Keenlyside, Marie-Ange Todorovitch, Alain Fondary, José van Dam | Michel Plasson  | EMI       |
| 2012 | Andrea Bocelli, Maite Alberola, Alessandro Luongo, Annalisa Stroppa, Marzio Giossi, Andrea Mastroni     | Fabio Luisi     | Decca     |